# Sander Vos
Sander Vos (Utrecht, 31 januari 1967) is een Nederlands filmeditor. Hij studeerde in 1991 af aan de Nederlands Film- en Televisie Academie in de richtingen Regie-drama en Montage.
In het jaar dat Vos afstudeerde won de door hem gemonteerde film De tranen van Maria Machita een Tuschinski Award en een Gouden Kalf in de categorie Beste korte film. In 1998 werd hij genomineerd voor de Gouden Kalf Vakprijs montage voor de periode 1992–1998. Films die hij monteerde waren onder andere: Tot ziens!, Het paard van Sinterklaas en Beyond the Game. Twee van zijn films werden genomineerd voor een Oscar: Zus & zo en Paradise Now. Hij heeft tevens meegeschreven aan Willeke van Ammelrooys film De vlinder tilt de kat op. Vos is actief lid van de Nederlandse Vereniging van Cinema-Editors.
Vos was ook actief als muzikant in de band Sander Vos en de Waterlanders. In 1997 verscheen bij het label VAN Records hun album Navelzien en in 2000 Delfts roze. Als single werden uitgebracht Pim Pam Pet (1997), Navelzien (1997), Marion (1998) en Hollands natte droom (2000).
In 2020 werkte hij mee aan de Brits-Nederlandse film The Bay of Silence.
Sander is een zoon van tekenaar Peter Vos.

## Gouden Kalveren
- 1991: De tranen van Maria Machita
- 2005: Paradise Now
- 2011: Black Butterflies
- 2016: Full Contact
- 2017: Tonio